# St-Polycarpe (Saint-Polycarpe)

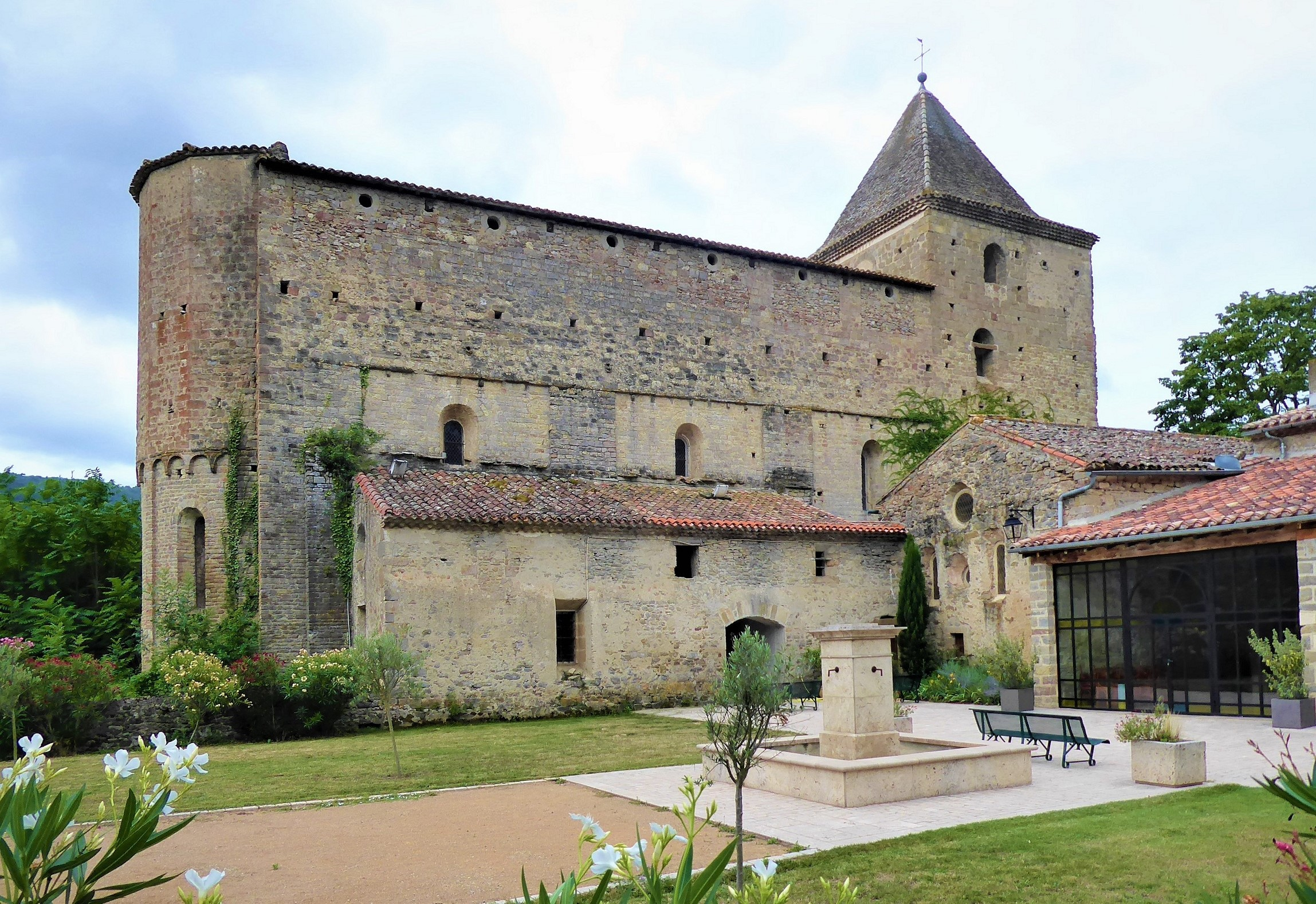
Kirche St-Polycarp

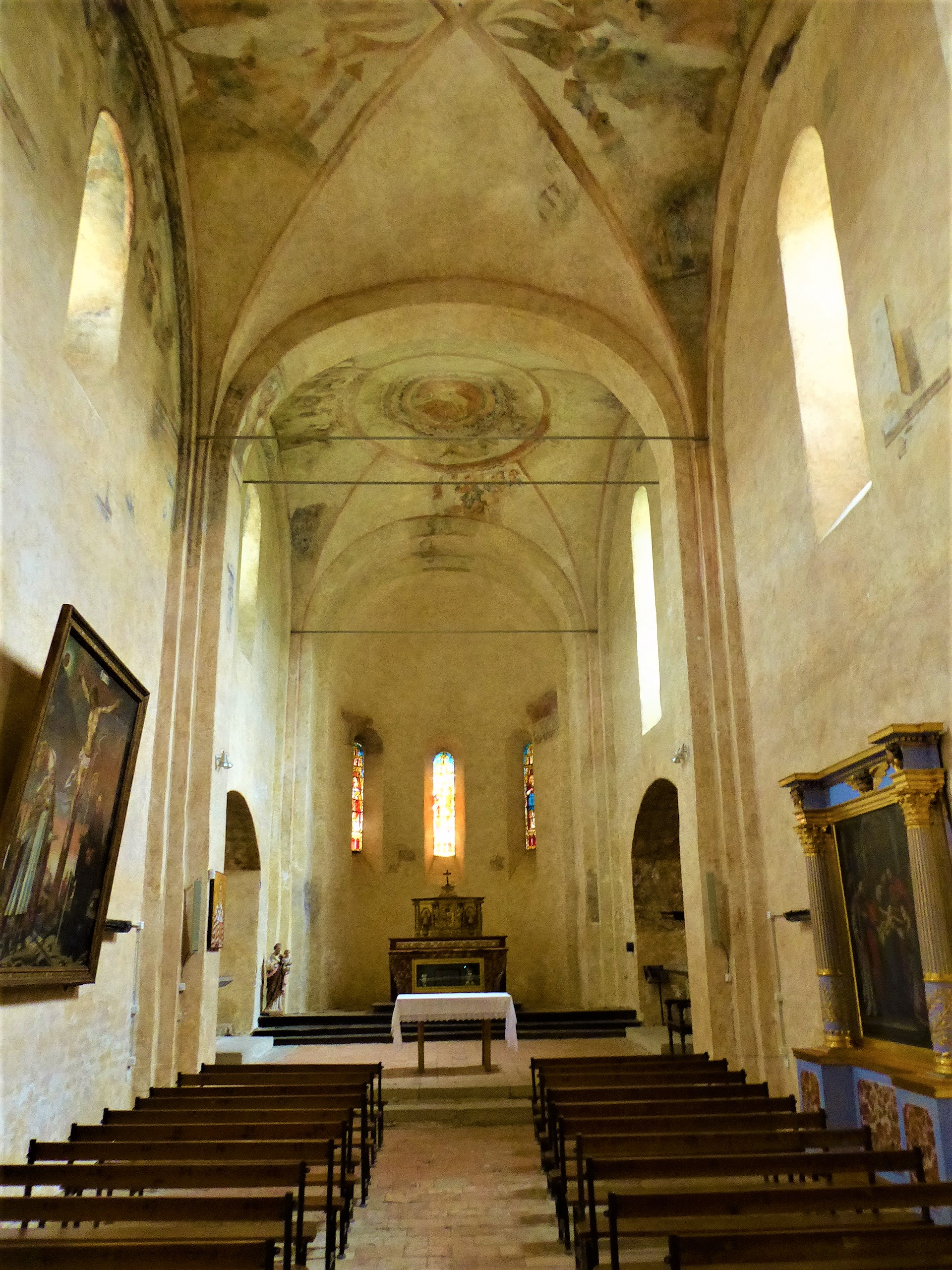
Blick durch das Langhaus mit Resten von Gewölbemalereien

St-Polycarpe ist eine römisch-katholische Kirche in der gleichnamigen Ortschaft Saint-Polycarpe im Département Aude in Frankreich. Die frühere Klosterkirche der Benediktiner, die später zur Wehrkirche ausgebaut wurde, ist seit 1913 als Monument historique klassifiziert.

## Geschichte
Die unter dem Patrozinium des heiligen Polykarp von Smyrna stehende Kirche gehörte ursprünglich zu einem um 780 gegründeten Benediktinerkloster. Die heute erhaltene Kirche im Baustil der Romanik geht auf das 12. Jahrhundert zurück und stellt einen einschiffigen Bau von drei Jochen dar, der im Osten mit einer Halbkreisapsis schließt. Der Kirche ist im Westen ein massiver, ungegliederter Turm vorgesetzt, der in seinem Untergeschoss den Narthex der Kirche bildet. Das Eingangsportal wurde im 17. Jahrhundert umgestaltet. Nördlich dem Kirchturm vorgelagert ist ein Rest der romanischen Konventsbauten, möglicherweise der Kapitelsaal.
In der schwer von den Religionskriegen betroffenen Region wurde die Kirche im 16. Jahrhundert durch ein wuchtiges Wehrgeschoss erhöht, das in mehrere Räume unterteilt ist. Sein Gewicht führte zu einer Verformung der Gewölbe des Kirchenschiffs. Im Jahr 1791 wurde das Kloster im Zuge der Französischen Revolution aufgehoben und die Kirche zur Pfarrkirche umgewandelt.